# Moga Festival
Moga Festival est un festival de musique électronique qui se tient chaque année à Essaouira, au Maroc, inspiré par les décorations de la série Game of Thrones.

## Histoire
Le festival fondé en 2016 par Matthieu Corosine, Abdeslam Alaoui et Benoit Geli, un événement consacré à la musique contemporaine et aux arts numériques. Il a un programme dans les décors de la série Game of Thrones à Essaouira pour connecter les musiciens internationaux et les artistes marocains (Gnaouas) avec la culture de la musique électronique. Chaque année, le Festival représente la musique traditionnelle marocaine et électronique pour des projets originaux créés dans cette ville, présentés sur scène pendant le festival.

## Programme
Le festival de Moga invite les artistes amateurs et les groupes musicaux à se produire dans cet événement durant 5 jours. Ils contribuent au développement de la scène musicale des jeunes par le biais de rencontres publiques. Le festival propose également des activités et des ateliers en plus de la musique pour la communauté.